# 正応院
正応院（しょうおういん、? - 慶安4年6月7日（1651年7月24日））は、加藤清正の側室で、加藤家2代・忠広の生母である。玉目氏。
肥後国阿蘇大宮司家家臣、南郷高畑城主・玉目丹波守の娘として玉目（現・熊本県山都町）に生まれた。清正の側室となり、慶長6年（1601年）に虎藤（忠広）を産み、同12年（1607年）に幼い虎藤が病死した兄・忠正に代わって将軍家の人質に江戸へ上るとき、共に江戸屋敷に入ったようである（元和8年「加藤家侍帳」の扶持方に「江戸に罷居る肥後守母召使候女房共」とある）。
寛永9年（1632年）の加藤家改易後も、忠広に付き従って共に配流地の出羽国庄内丸岡で過ごし、20年後の慶安4年（1651年）6月7日、丸岡の屋敷で忠広に看取られながら死去した。
遺骸は忠広の希望で丸岡屋敷内に仮埋葬され、2年後の承応2年（1653年）に忠広が死去すると庄内鶴岡の日蓮宗本住寺に一緒に葬られ、墓も忠広と相並べて建てられた。法名は正應院殿日怡大徳尊霊位。年齢は不詳である。